# Verre (Einheit)
Verre war ein belgisches und Schweizer Volumenmaß. Der Begriff kann als „Glas“ oder „Becherlein“ übersetzt werden. Unterschieden wurde in Belgien in Bier- und Ölmaß. Auch in der Schweiz, im Kanton Waadt war das Maß bekannt.

## Belgien
- Bier: 1 Verre = 0,0813 Liter
- Öl: 1 Verre = 0,301 Liter

Für andere Waren, wie Getreide und sonstige Flüssigkeiten wurde das Maate/Mate (Metze) verwendet.

## Schweiz
- 1 Verre/Becherlein = 6 4/5 Pariser Kubikzoll = 1/8 Liter
- 10 Verre/Becherlein = 1 Pot/Maß
- 100 Verre/Becherlein = 1 Gelte/Broc
- 4800 Verre/Becherlein = 16 Eimer/Setier = 1 Fuder/Char